# (86047) 1999 OY3
(86047) 1999 OY3 est un objet transneptunien faisant partie des cubewanos de la famille de Hauméa.

## Caractéristiques
1999 OY3 mesure environ 88 km de diamètre.

## Orbite
L'orbite de 1999 OY3 possède un demi-grand axe de 43,952 ua et une période orbitale d'environ 291 ans. Son périhélie l'amène à 36,51 ua du Soleil et son aphélie l'en éloigne de 51,393 ua.

## Découverte
1999 OY3 a été découvert le 18 juillet 1999.